# Fritz Reiner
Fritz Reiner (født 19. december 1888 i Budapest, Ungarn, død 15. november 1963 i New York City i USA) var en ungarsk dirigent og lærer af jødisk afstamning.
Reiner var et af det 20. århundredes anerkendte dirigenter. Han emigrerede til USA i 1922, hvor han hurtigt slog igennem med flere symfoniorkestre som Chicago Symphony Orchestra. Han var især en fornem fortolker af Richard Strauss og Bela Bartoks værker.
Reiner var også en højt anset pædagog. Han var lærer på Curtis Institute i Philadelphia i Pennsylvanien og har bl.a. undervist Leonard Bernstein og Lukas Foss.

## Indspilninger
Reiner har indspillet på pladeselskaberne Victor, RCA og Sony.